# Premios Alberto Sols
Los Premios Alberto Sols son convocados bienalmente con el fin de reconocer y estimular la dedicación científica y labor investigadora en el marco de la Ciencias de la salud en el ámbito de la Comunidad Valenciana.

## Historia
En el año 1983, una comisión del Ayuntamiento de Sax se reúne con don Alberto Sols García en su casa de Madrid para pedirle que aceptara la creación de un Premio que llevara su nombre. 
La comisión encargada de ejecutar el proyecto, presidida por la concejala de Cultura doña Benita Moreno, estaba compuesta por un vicerrector de la Universidad de Alicante, el director general de Universidades de la Generalidad Valenciana, el presidente de la Diputación Provincial de Alicante que delegó en el diputado de Cultura y el alcalde de Sax, don Pedro Barceló, que delegó en la concejala de Cultura y el primer teniente de alcalde.
Finalmente, en el mes de enero de 1986, el Ayuntamiento de Sax, en colaboración con la Generalidad Valenciana, la Diputación Provincial de Alicante y la Universidad de Alicante, instituyen dos premios: A la "Mejor Labor Investigadora" dotado con 1 000 000 de pesetas (6 010,12 euros) y al "Mejor Trabajo Científico" dotado con 500 000 pesetas (3 005,06 euros). En esta primera edición, sólo se convocó el Premio a la mejor labor investigadora. En el mes de febrero de 2022, en la XIX convocatoria de los Premios Alberto Sols a la "Mejor Labor Investigadora" se distinguen las modalidades de investigación: básica y clínica.
En el año 1998, se incorpora la Universidad Miguel Hernández como patrocinadora de los Premios. 
Con periodicidad bienal se conceden los Premios en dos modalidades: A la "Mejor Labor Investigadora" y al "Mejor Trabajo Científico", con una dotación de 22 000 euros y 8 000 euros respectivamente.
Son otorgados por una comisión científica integrada por representantes de la Generalidad Valenciana, la Universidad de Alicante, la Universidad Miguel Hernández de Elche, la familia Alberto Sols, el Ayuntamiento de Sax y el premiado en la edición anterior.
En octubre de 1986, Alberto Sols, entregó el primero de los Premios con su nombre. Desde la segunda hasta la novena edición se entregaban el 2 de febrero, coincidiendo con el nacimiento de Alberto Sols, en plena "Moros y Cristianos de Sax". 
Los premios se fallan a finales de año y, hasta 2024, se entregaban a comienzos del año siguiente en el Teatro Cervantes de Sax, en un acto presidido por la persona titular de la alcaldía del municipio. A partir de 2025, coincidiendo con la inauguración del nuevo auditorio, la ceremonia de entrega ha pasado a celebrarse en dicho espacio en fechas similares. Durante el acto, los científicos galardonados pronuncian diversos discursos en los que exponen su labor investigadora y el trabajo científico realizado.

## Candidatos
Son científicos que han desarrollado su trabajo en el campo de las Ciencias de la salud. También, tienen que estar relacionados de alguna manera con la Comunidad Valenciana, ya sea por nacimiento, residencia o trabajo. Son propuestos o avalados por una institución pública o privada relacionada con las Ciencias de la salud.

## Galardonados

### Relación de galardonados
| Lista de galardonados con los Premios Alberto Sols |

| Año  | Convocatoria | Premiado a la mejor labor investigadora                                | Premiado a la mejor labor investigadora                                | Premiado al mejor trabajo científico |
| ---- | ------------ | ---------------------------------------------------------------------- | ---------------------------------------------------------------------- | --- |
| 1986 | I            | Jaime Miquel Calatayud                                                 | Jaime Miquel Calatayud                                                 | No convocado |
| 1988 | II           | Eduardo Primo Yúfera                                                   | Eduardo Primo Yúfera                                                   | Roberto Gallego Fernández, Andrés Morales Calderón e Isabel Ivorra Pastor                                                                             |
| 1990 | III          | Carlos Belmonte Martínez                                               | Carlos Belmonte Martínez                                               | Desierto |
| 1992 | IV           | José María López Piñero                                                | José María López Piñero                                                | José Manuel González Ros |
| 1994 | V            | Rafael Sentandreu Ramón                                                | Rafael Sentandreu Ramón                                                | Soledad Calvo Martínez, Carmen González García y Valentín Ceña Callejo                                                                                |
| 1996 | VI           | Roberto Marco Cuéllar Bernat Soria Escoms                              | Roberto Marco Cuéllar Bernat Soria Escoms                              | Pere Berbel Navarro |
| 1998 | VII          | Justo Aznar Lucea (ex aequo) Lisardo Boscá Gomar (ex aequo)            | Justo Aznar Lucea (ex aequo) Lisardo Boscá Gomar (ex aequo)            | Antonio Campos Caro, Salvador Sala Pla, Juan José Ballesta Payá, Francisco Manuel Vicente Agulló, Manuel Criado Herrero y Francisco Luis Sala Merchán |
| 2000 | VIII         | Manuel Criado Herrero                                                  | Manuel Criado Herrero                                                  | Carmen de Felipe Fernández |
| 2002 | IX           | Salvador Martínez Pérez (ex aequo) Luis Gandía Juan (ex aequo)         | Salvador Martínez Pérez (ex aequo) Luis Gandía Juan (ex aequo)         | Carolina García Martínez, Cruz Morenilla Palao, Rosa Planells Cases, Jaime María Merino Fernández y Antonio Ferrer Montiel                            |
| 2004 | X            | José Manuel González Ros (ex aequo) José Viña Ribes (ex aequo)         | José Manuel González Ros (ex aequo) José Viña Ribes (ex aequo)         | Empar Lurbe i Ferrer |
| 2006 | XI           | Juan Lerma Gómez (ex aequo) María Ángela Nieto Toledano (ex aequo)     | Juan Lerma Gómez (ex aequo) María Ángela Nieto Toledano (ex aequo)     | María Domínguez Castellano |
| 2008 | XII          | María Antonia Blasco Marhuenda                                         | María Antonia Blasco Marhuenda                                         | Óscar Marín Parra (ex aequo) María Isabel Fariñas Gómez (ex aequo)                                                                                    |
| 2010 | XIII         | Antonio Llombart Bosch                                                 | Antonio Llombart Bosch                                                 | Miguel Maravall Rodríguez |
| 2012 | XIV          | Vicente Felipo Orts                                                    | Vicente Felipo Orts                                                    | Alberto Marina Moreno |
| 2014 | XV           | Vicente Gil Guillén (ex aequo) Antonio Pellicer Martínez (ex aequo)    | Vicente Gil Guillén (ex aequo) Antonio Pellicer Martínez (ex aequo)    | Eloisa Herrera González de Molina |
| 2016 | XVI          | Francisco Juan Martínez Mojica                                         | Francisco Juan Martínez Mojica                                         | Rubén José Francés Guarinós |
| 2018 | XVII         | Antonio Alcamí Pertejo (ex aequo) Jorge Luciano Alió y Sanz (ex aequo) | Antonio Alcamí Pertejo (ex aequo) Jorge Luciano Alió y Sanz (ex aequo) | María Ángela Nieto Toledano |
| 2020 | XVIII        | Antonio Ferrer Montiel (ex aequo) Miguel Ángel Sanz Alonso (ex aequo)  | Antonio Ferrer Montiel (ex aequo) Miguel Ángel Sanz Alonso (ex aequo)  | Guillermina López Bendito (ex aequo) Víctor Borrell Franco (ex aequo)                                                                                 |
|      |              | Básica                                                                 | Clínica                                                                | |
| 2022 | XIX          | José Vicente Castell Ripoll (ex aequo) Andrés Moya Simarro (ex aequo)  | Félix Gutiérrez Rodero                                                 | Ángel Luis Barco Guerrero |
| 2024 | XX           | Ángel Nadal Navajas                                                    | Domingo Orozco Beltrán                                                 | Félix Leroy |